# Saint-Laurent-Nouan
Saint-Laurent-Nouan és un municipi francès, situat al departament de Loir i Cher i a la regió de Centre - Vall del Loira. En aquest municipi hi ha situada la Central Nuclear de Saint-Laurent.

## Agermanament
- Winnweiler, Alemanya